# Pekka Ahmavaara
Pekka Ahmavaara (till 1906 Aulin), född 28 oktober 1862 i Övertorneå, död 26 december 1929 i Uleåborg, var en finländsk politiker.
Ahmavaara verkade från 1884 som jordbrukare och innehavare av en liten trävarurörelse i Ijo. Han tillhörde ståndslantdagen från 1894 och var 1905–1906 bondeståndets talman, sedan han i egenskap av passiv motståndsman varit landsförvisad 1903–1905. Han var medlem av enkammarlantdagen nästan utan avbrott till 1919, ursprungligen ungfinne, inträdde sedan i Samlingspartiet. Han förlänades kommunalråds titel 1919.
Pekka Avmavaara var fader till justitieministern Arvi Ahmavaara.